# Grigorij Oparin
Grigorij Alekseevič Oparin, noto con la grafia Grigoriy Oparin in occidente (in russo Григорий Алексеевич Опарин?; Monaco di Baviera, 1º luglio 1997), è uno scacchista russo giocatore per la Federazione statunitense..
Ha conseguito il titolo di grande maestro in ottobre 2013, all'età di 16 anni e 3 mesi.

## Carriera
- 2007:  secondo nel campionato europeo giovanile U10 di Sebenico, dietro a Kirill Alekseenko;[2]
- 2009:  secondo nel torneo B di Mariánské Lázně, dietro ad Amon Simutowe;[3]
- 2010:  secondo dietro a Michail Antipov nel torneo First Saturday IM di Budapest;
- 2011:  vince il torneo open di Olomouc;
- 2012:  vince l'open A di Mariánské Lázně;[4]
- 2013:  medaglia d'argento con la nazionale giovanile russa nelle World Youth Olympiads (under 16) di Chongqing; vince il Festival Internazionale di Trieste;[5]
- 2014:  in aprile vince il campionato russo juniores (under 21); in maggio è terzo nel campionato rapid di Mosca;[6]

## Statistiche
Ha ottenuto il più alto rating FIDE giugno 2023, con 2 687 punti Elo.